# Elecciones generales de Botsuana de 1969
Las elecciones generales de Botsuana de 1969 tuvieron lugar el sábado 18 de octubre del mencionado año, con el objetivo de renovar los 31 escaños de la Asamblea Nacional, ejerciendo estos funciones por el período legislativo 1969-1974. Se trató de los primeros comicios que tenían lugar en la moderna República de Botsuana tras su independencia del Reino Unido en 1966, y los segundos bajo sufragio universal en la historia del país. Fueron adelantadas nueve meses antes de lo previsto con la disolución temprana del legislativo saliente el 23 de agosto de 1969, originalmente estando programadas para el 1 de abril de 1970. Cuatro partidos políticos presentaron candidaturas para el poder legislativo, que a su vez se encargaría de elegir al presidente de la República.
Las elecciones se realizaron en el marco de la difícil transición a la independencia de Botsuana, por ese entonces uno de los países más pobres del mundo. El oficialista Partido Democrático de Botsuana (BDP), liderado por el presidente en ejercicio Seretse Khama, era el único partido con la suficiente proyección nacional para disputar todas las circunscripciones electorales. Los comicios vieron el surgimiento de una formación de reciente creación, el Frente Nacional de Botsuana (BNF), liderado por el intelectual socialista Kenneth Koma. Koma no lideró al BNF directamente, sino que entregó la candidatura presidencial a Bathoen Gaseitsiwe, quien renunció como jefe de la tribu Bangwaketse en protesta por lo que denunció como una injerencia sobre los poderes tribales tradicionales de las distintas tribus por parte del gobierno central encabezado por Khama. Aunque cada vez más restringido al noreste del país, el Partido Popular de Botsuana (BPP), del líder de la Oposición Philip Matante, disputó una mayoría absoluta de escaños. Por su parte, el Partido de la Independencia de Botsuana (BIP), de Motsamai Mpho (antiguo dirigente del BPP hasta su ruptura con Matante) vio restringida su presencia al norte.
El BDP revalidó su mayoría calificada por un margen aplastante, con un 68,21% de los votos válidamente emitidos y 24 de 31 escaños electos (incluyendo 3 que ganó sin oposición el día de la nominación). Sin embargo, el partido experimentó una considerable pérdida de votos, sobre todo en los extremo sur y norte del país, y su caída de 12,17 puntos respecto a 1965 sigue siendo hasta la fecha la más drástica variación entre una elección y otra para el partido gobernante. A pesar de la falta de tiempo para organizarse a nivel nacional, el BNF obtuvo el 13,60% de los votos y logró convertirse en el segundo partido más votado en su primera elección, ganando tres escaños en la región de Ngwaketse. Su mayor triunfo se dio en Kanye South, donde el propio Bathoen se benefició del voto tribal y arrebató su escaño al vicepresidente Quett Masire, que solo pudo seguir en el Parlamento como «miembro especialmente elegido». El BPP, por su parte, obtuvo el 12,19% de los votos y cayó al cuarto puesto, pero tanto Matante como los otros dos parlamentarios del partido retuvieron sus escaños. Por último, el BIP se benefició de la caída del BDP en el norte del país y ganó el escaño de Okavango con su líder, Mpho, como candidato. Hubo una caída considerable tanto en el registro electoral como en la concurrencia a votar, a un 54,73% del electorado registrado. La creciente tensión entre el gobierno central y los poderes tribales regionales se hicieron notar, y el resultado fue el triunfo más débil obtenido por el BDP bajo el liderazgo de Khama.
A pesar de las ligeras pérdidas, con este resultado el BDP se consolidó como partido mayoritario de Botsuana y Khama pudo de este modo ser reelegido para un mandato completo como presidente, con Masire como vicepresidente. Los comicios marcaron el nacimiento del BNF, que sería durante las siguientes décadas el principal partido de la oposición. Los cuatro partidos consolidaron su liderazgo interno en las elecciones, pues los cuatro líderes partidarios (Khama, Gaseitsiwe, Matante y Mpho) resultaron elegidos en sus respectivas circunscripciones. Fue la primera de las dos únicas instancias en las que una elección general ha sido adelantada, sin que se complete el mandato parlamentario de cinco años.

## Antecedentes
Las elecciones generales de 1965, primeras bajo sufragio universal y últimas bajo el dominio colonial británico, dieron como resultado una aplastante victoria para el moderado y conservador Partido Democrático de Botsuana, encabezado por Seretse Khama, que asumió como jefe de Gobierno electo de la colonia con el cargo de primer ministro. El opositor Partido Popular de Botsuana limitó sus apoyos a la región noreste del país, mientras que el Partido de la Independencia de Botsuana fracasó en obtener escaños. Poco después de las elecciones, se fundó el Frente Nacional de Botsuana, con el objetivo de aglutinar a las facciones que se habían escindido del BPP y a su vez atraer a otros opositores al gobierno del BDP. El 12 de junio de 1966 tuvieron lugar las primeras elecciones locales del territorio con una nueva victoria aplastante del BDP. La oposición se mostró, al igual que en las elecciones generales, dividida, y no contó con los recursos para presentar candidatos en todo el país, por lo que el BDP triunfó sin oposición en varios municipios, en los cuales no tuvieron lugar elecciones. El naciente BNF tuvo un mal desempeño, sin que ninguno de sus candidatos resultara electo.
El 30 de septiembre del mismo año, el protectorado de Bechuanalandia se independizó con el nombre de República de Botsuana y Khama asumió como presidente del nuevo estado. Los primeros años posteriores a la independencia fueron complicados para el nuevo gobierno, encabezado por Seretse Khama, que emprendió rápidamente políticas destinadas a construir la prácticamente nula infraestructura del país y reforzar la autoridad del gobierno central en un país dominado por las divisiones tribales. Muchos ciudadanos botsuanos no experimentaron mejoras significativas en su nivel de vida en forma inmediata y el clima político era en general de apatía, lo que se tradujo en una fuerte caída del registro electoral. Asimismo, el gobierno de Khama entró en rápido conflicto con los intereses de muchos líderes tribales, destacando Bathoen Gaseitsiwe, jefe de la tribu Bangwaketse, que abdicó a su trono para ingresar en política se unió al BNF, compartiendo liderazgo con el socialista Kenneth Koma y fortaleciendo notoriamente al nuevo partido. No obstante, el BDP concurrió con la ventaja de ser el único partido político con la suficiente proyección nacional para disputar todos los escaños, mientras que los partidos de la oposición (en su mayoría fuerzas de izquierda africanista) estaban restringidos a bastiones étnicos o tribales.
Medio año antes de la expiración del mandato parlamentario, Khama anunció la disolución de la Asamblea Nacional el 23 de agosto de 1969 y la convocatoria a elecciones para el 18 de octubre. Khama justificó su decisión en la necesidad de renovar su mandato rápidamente para encarar el complejo panorama económico y social de la construcción del país. Sin embargo, se considera que el principal motivo fue anticiparse a una reorganización de la oposición en torno a un dirigente tribal importante como Bathoen, luego de que el BNF hubiera iniciado negociaciones (finalmente fracasadas) con el BPP. En el momento del adelanto electoral, Khama logró recuperar el apoyo del resto de los líderes tribales, y su sólido control sobre la región BaNgwato prácticamente le garantizaban una victoria.

## Sistema electoral
Los comicios se realizaron bajo la constitución vigente aprobada en 1966, y siguiendo los lineamientos de la ley electoral aprobada el 17 de mayo de 1968. De acuerdo con la misma, todo ciudadano botsuano mayor de veintiún años puede registrarse para votar en las elecciones, siempre que estén inscritos en la lista electoral de su lugar de residencia y no tengan una condena de prisión que supere los seis meses. Las listas electorales se establecen en las oficinas de votación de los barrios una vez que los distritos electorales se hubiesen demarcado. Un elector solo puede votar en la circunscripción en la que está registrado. El sufragio es universal, optativo y secreto. Todo ciudadano registrado como votante que fuere capaz demostrar un dominio oral y escrito suficiente del idioma inglés podría presentar su candidatura para diputado de la Asamblea Nacional. No podrían presentar su candidatura aquellos que incumplieran los requisitos, ni tampoco los miembros de la entidad tribal denominada Consejo de Jefes o los funcionarios públicos en ejercicio.
Los 31 escaños de la Asamblea Nacional son elegidos por medio de escrutinio mayoritario uninominal. Todo el territorio del país se encuentra dividido en 31 circunscripciones, cada una de las cuales debe ser representada por un diputado, elegido por el electorado de dicha circunscripción a simple mayoría de votos. Cada candidatura a la Asamblea Nacional debe ser presentada por dos ciudadanos de la circunscripción que se disputará y respaldada por al menos otros siete. Un candidato no puede representar a más de una circunscripción. El presidente de la República es elegido al mismo tiempo que la Asamblea Nacional bajo un sistema indirecto. Los candidatos a la Asamblea Nacional deben declarar su apoyo por un candidato presidencial, y el candidato que reciba los apoyos de la mayor cantidad de diputados electos será de este modo elegido presidente. Su mandato es renovado cuando se renueva la Asamblea Nacional.
Fue la última vez que un presidente de la República (en este caso, Seretse Khama) compitió como candidato a miembro del Parlamento en una elección. En 1972 entraría en vigor una enmienda constitucional, según la cual el presidente se convertiría en un miembro ex officio del Parlamento y tendría prohibido concurrir como candidato parlamentario.

## Candidaturas

### Candidaturas presidenciales

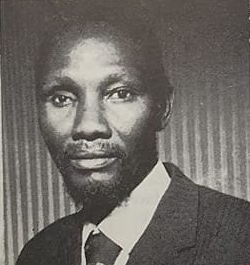
Motsamai Mpho (BIP) no pudo presentar su candidatura.

Las nominaciones de candidaturas presidenciales fueron recogidas por el Jefe de Justicia, en calidad de Director de Escrutinio de Elecciones Presidenciales, el 13 de septiembre de 1969, en el edificio de la Corte Suprema. Cuatro líderes políticos presentaron sus documentos para postularse como candidatos presidenciales, recibiendo tres de estos la validación de la justicia. Una cuarta candidatura (Motsamai Mpho, del Partido de la Independencia de Botsuana) no cumplió con los criterios y fue descalificada.
| Candidato                      | Partido | Partido                               |
| ------------------------------ | ------- | ------------------------------------- |
| Seretse Khama                  |         | Partido Democrático de Botsuana (BDP) |
| Bathoen Gaseitsiwe             |         | Frente Nacional de Botsuana (BNF)     |
| Philip Matante                 |         | Partido Popular de Botsuana (BNF)     |
| Fuente: Parlamento de Botsuana |         |                                       |

### Candidaturas parlamentarias
Los cuatro partidos políticos funcionales en el país presentaron candidaturas. Solo el BDP presentó un candidato en todas las 31 circunscripciones, asegurándose, al igual que en las anteriores elecciones, tres bancas sin oposición al momento de realizarse las nominaciones. El BNF, encabezado por Gaseitsiwe, fue el único partido opositor en disputar una mayoría absoluta que pudiera permitirle gobernar, con 21 candidaturas. El BPP, bajo el liderazgo de Philip Matante, presentó 15 candidatos, uno por debajo de la mayoría; y el BIP liderado por Motsamai Mpho, solo 9. No hubo candidaturas independientes. De este modo, 73 de 76 candidatos mantendrían una disputa en 28 de las 31 circunscripciones.
|  | 100.00 % |

|  | 67.74 % |

|  | 48.39 % |

|  | 29.03 % |

## Campaña
El BDP era entonces visto como el único partido político del país con alcance nacional, mientras que el BPP, el BIP y el BNF se vieron limitados diferentes regiones de influencia, desde las cuales plantearon una competencia desigual. El BPP tenía sus apoyos principales en el noreste, el BNF en el sur, y el BIP en el norte del país, aunque en general el BDP se mostró hegemónico en casi la totalidad del territorio. La campaña electoral comenzó inicialmente centrada en el enfrentamiento radical interno que sufría Botsuana entre las dos etnias presentes en el país, la mayoría setsuana y la minoría kalanga. Sin embargo, conforme avanzaron las primeras semanas, los partidos políticos comenzaron a centrar su enfrentamiento en cuestiones como el desarrollo de la economía y la mejora de la educación en la nueva nación, considerada entonces como uno de los países más pobres del mundo.
La campaña de Khama se centró en defender los logros de sus cuatro años y medio de gobierno. El manifiesto del BDP, de tendencia liberal conservadora, defendía la propuesta de una «filosofía nacional» basada en las cuatro banderas principales del partido: democracia, desarrollo, autonomía y unidad. El BDP intentó que la discusión se centrara en asuntos económicos, intentando desmarcar el debate público de las cuestiones raciales. En materia de política exterior, Khama declaró que buscaría mantener una relación tranquila con la Sudáfrica del apartheid si resultaba reelegido, pero evitaría mantener cualquier otro vínculo con dicho régimen.
A pesar de su carácter marginal y limitado a diferentes regiones, los partidos de la oposición intentaron nacionalizar también sus campañas. El BNF fue por lejos el partido político más ideológico de la época, manteniendo una estrategia orientada al socialismo africano, y criticando al BDP por sostener un «régimen neocolonial» al que consideraba «mucho más reaccionario» que la administración británica a la que sucedió. Además de la retórica izquierdista, su manifiesto se basó en ideas sociales progresistas para la época, prometiendo, en particular, la estatización de sectores claves de la economía; la educación primaria libre, gratuita y obligatoria; y una reforma constitucional que condujera al establecimiento de un estado federal. Los demás partidos vieron muy mermados sus recursos y efectuaron una campaña más discreta. El BPP solo publicó un pequeño programa de diez puntos, mientras que el BIP solo habló con respecto a sus propuestas políticas en sus mítines.

## Resultados

### Resultado general

Resultados y porcentaje por circunscripción.

El Partido Democrático de Botsuana revalidó su mayoría absoluta por un margen aplastante, triunfando con el 68,21% de los votos y triunfando en 21 de las 28 circunscripciones efectivamente disputadas, a las que se sumaron los tres escaños que obtuvo sin oposición el día de la nominación. El mejor resultado para el BDP se dio en Serowe South, donde obtuvo el 98,62% de los votos, mientras que su peor porcentaje fue en Kanye North con un 28,58%. Dikgothi R. Monwela fue el parlamentario electo con menor porcentaje de votos al lograr solo el 39,90% en Maun/Chobe ante dos candidatos opositores, siendo además el único parlamentario que no obtuvo mayoría absoluta de votos en su circunscripción. Las elecciones de 1969 consolidaron el papel del BDP como partido dominante y única formación política de carácter nacional, a la vez que establecieron varios de los patrones de votación que dominarían la política electoral botsuana por décadas. Los bastiones más férreos del BDP se ubicaron en la región oriental del país. Allí el partido superó cómodamente el 90% de los votos en la gran mayoría de los distritos. Las regiones con mayor concentración de voto opositor fueron los extremos sur y norte del país, en especial las áreas urbanas. En última instancia, los comicios garantizaron la reelección de Seretse Khama como presidente para un mandato completo, tras haber ocupado el cargo desde la independencia.
Respecto a la oposición, las elecciones marcaron la irrupción electoral del Frente Nacional de Botsuana (BNF), cuyo líder ha encabezado la oposición parlamentaria desde entonces. Bajo le liderazgo del jefe tribal Bathoen Gaseitsiwe, el BNF triunfó en las circunscripciones de su región natal, Kanye, por abrumadora diferencia, lo que le permitió erigirse como la segunda fuerza más votada a nivel nacional con un 13,6% de los votos e investir a Bathoen como líder de la Oposición en la Asamblea Nacional. En lo que fue considerado un duro revés para el oficialismo, Bathoen derrotó por aplastante margen de más de cuarenta puntos al vicepresidente Quett Masire en el distrito de Kanye South, que pasaría a ocupar hasta su retiro en 1984. Segundo al mando del gobierno de Khama y eventual sucesor de este, Masire permaneció como miembro del Parlamento gracias a una designación presidencial, pero su derrota complicaría su posición interna dentro del BDP durante la siguiente década hasta 1979.
El Partido Popular de Botsuana, del líder de la Oposición Philip Matante, sufrió una nueva derrota al recibir el 12,19% de los votos y se vio restringido a las circunscripciones que había ganado en 1965. Se vio particularmente afectado por la irrupción del BNF, que le arrebató buena parte de su aparato político. A partir de esta elección iniciaría un prolongado declive y una mayor restricción a la región noreste del país, en particular Francistown, del cual no se recuperaría hasta su eventual salida del parlamento en 1989. Por el contrario, el Partido de la Independencia de Botsuana (BIP), del antiguo dirigente del BPP Motsamai Mpho, logró crecer con respecto a las elecciones de 1965 y triunfar en la circunscripción de Okavango con Mpho como candidato. Okavango ha sido hasta la fecha uno de los distritos más esquivos al BDP, que solo volvería a ganar en aquella circunscripción en dos ocasiones (1979 y 2004). Al igual que el BPP y el BNF, el BIP también se vio confinado al área de influencia territorial de su líder, obteniendo resultados destacables solo en Maun/Chobe (donde se ubicó en segundo lugar) y Ngami (donde fue la única competencia del BDP).
La caída en la participación electoral a solo un 54,73% del electorado registrado fue un hecho destacable. Esto, en conjunto con la pérdida de cuatro escaños y la notable derrota en Kanye alarmó al gobierno, pues consideraba que estos resultados afectaban su legitimidad, tendencia que se vería agravada en las siguientes elecciones. No obstante, los observadores electorales determinaron que las elecciones fueron razonablemente libres y justas, y su resultado se consideró creíble.
|  | 68.21 % |

|  | 13.60 % |

|  | 12.19 % |

|  | 6.00 % |

|  | 99.61 % |

|  | 0.39 % |

|  | 100.00 % |

|  | 54.73 % |

### Partido más votado por distrito
| Distrito  | BDP    | BDP    | BDP  | BNF    | BNF    | BNF  | BPP   | BPP    | BPP  | BIP   | BIP    | BIP  |
| Distrito  | Votos  | %      | Esc. | Votos  | %      | Esc. | Votos | %      | Esc. | Votos | %      | Esc. |
| --------- | ------ | ------ | ---- | ------ | ------ | ---- | ----- | ------ | ---- | ----- | ------ | ---- |
| Central   | 27.765 | 89,71% | 12   | 881    | 2,85%  | —    | 1.669 | 5,39%  | —    | 636   | 2,05%  | —    |
| Noroeste  | 4.100  | 45,29% | 2    | —      | —      | —    | 987   | 10,90% | —    | 3.965 | 43,80% | 1    |
| Noreste   | 2.283  | 36,09% | —    | 78     | 1,23%  | —    | 3.965 | 62,68% | 2    | —     | —      | —    |
| Ghanzi    | 873    | 74,05% | 1    | 46     | 3,90%  | —    | 260   | 22,05% | —    | —     | —      | —    |
| Kgalagadi | 2.131  | 86,63% | 1    | 199    | 8,09%  | —    | 130   | 5,28%  | —    | —     | —      | —    |
| Kgatleng  | 2.661  | 51,58% | 1    | 588    | 11,40% | —    | 1.910 | 37,02% | 1    | —     | —      | —    |
| Kweneng   | 6.543  | 80,07% | 4    | 1.455  | 17,80% | —    | 174   | 2,13%  | —    | —     | —      | —    |
| Sudeste   | 3.670  | 59,34% | 2    | 2.281  | 36,88% | —    | 234   | 3,78%  | —    | —     | —      | —    |
| Sur       | 2.492  | 33,79% | 1    | 4.882  | 66,21% | 3    | —     | —      | —    | —     | —      | —    |
| Total     | 52.218 | 68,21% | 24   | 10.410 | 13,60% | 3    | 9.329 | 12,19% | 3    | 4.601 | 6,00%  | 1    |

### Resultados por circunscripción
|  | 39.90 % |

|  | 35.14 % |

|  | 24.96 % |

|  | 100.00 % |

|  | 52.41 % |

|  | 56.18 % |

|  | 43.82 % |

|  | 100.00 % |

|  | 47.27 % |

|  | 61.05 % |

|  | 38.95 % |

|  | 100.00 % |

|  | 49.24 % |

|  | 74.05 % |

|  | 22.05 % |

|  | 3.90 % |

|  | 100.00 % |

|  | 45.10 % |

|  | 86.63 % |

|  | 8.09 % |

|  | 5.28 % |

|  | 100.00 % |

|  | 48.02 % |

|  | 59.41 % |

|  | 37.70 % |

|  | 2.89 % |

|  | 100.00 % |

|  | 60.29 % |

|  | 69.87 % |

|  | 30.13 % |

|  | 100.00 % |

|  | 57.34 % |

|  | 65.72 % |

|  | 25.27 % |

|  | 6.97 % |

|  | 2.04 % |

|  | 100.00 % |

|  | 42.52 % |

|  | 68.24 % |

|  | 19.85 % |

|  | 10.59 % |

|  | 1.32 % |

|  | 100.00 % |

|  | 40.99 % |

|  | 67.11 % |

|  | 26.83 % |

|  | 6.06 % |

|  | 100.00 % |

|  | 47.54 % |

|  | 96.48 % |

|  | 1.87 % |

|  | 1.65 % |

|  | 100.00 % |

|  | 64.24 % |

|  | 95.52 % |

|  | 4.48 % |

|  | 100.00 % |

|  | 60.23 % |

|  | 98.62 % |

|  | 1.38 % |

|  | 100.00 % |

|  | 63.89 % |

|  | 92.76 % |

|  | 7.24 % |

|  | 100.00 % |

|  | 63.33 % |

|  | 96.40 % |

|  | 3.60 % |

|  | 100.00 % |

|  | 57.18 % |

|  | 95.87 % |

|  | 4.13 % |

|  | 100.00 % |

|  | 63.87 % |

|  | 94.75 % |

|  | 2.37 % |

|  | 2.14 % |

|  | 0.74 % |

|  | 100.00 % |

|  | 59.63 % |

|  | 62.15 % |

|  | 28.57 % |

|  | 9.28 % |

|  | 100.00 % |

|  | 65.28 % |

|  | 50.74 % |

|  | 34.03 % |

|  | 15.23 % |

|  | 100.00 % |

|  | 51.24 % |

|  | 73.66 % |

|  | 26.34 % |

|  | 100.00 % |

|  | 48.34 % |

|  | 79.57 % |

|  | 20.43 % |

|  | 100.00 % |

|  | 51.99 % |

|  | 85.09 % |

|  | 8.19 % |

|  | 6.72 % |

|  | 100.00 % |

|  | 51.61 % |

|  | 77.77 % |

|  | 22.23 % |

|  | 100.00 % |

|  | 39.31 % |

|  | 56.74 % |

|  | 39.92 % |

|  | 3.34 % |

|  | 100.00 % |

|  | 57.86 % |

|  | 71.14 % |

|  | 28.86 % |

|  | 100.00 % |

|  | 56.04 % |

|  | 71.42 % |

|  | 28.58 % |

|  | 100.00 % |

|  | 50.82 % |

|  | 60.17 % |

|  | 39.83 % |

|  | 100.00 % |

|  | 64.30 % |

|  | 62.02 % |

|  | 33.74 % |

|  | 4.24 % |

|  | 100.00 % |

|  | 58.95 % |